# Springdale, New Jersey
Springdale är en ort i Camden County i delstaten New Jersey, USA.